# Mary-Kate Olsen
Mary-Kate Olsen, Američani filmska in televizijska igralka, televizijska producentka, pisateljica in modna oblikovalka, * 13. junij 1986, Sherman Oaks, Los Angeles, Kalifornija, Združene države Amerike.
Mary-Kate Olsen je s svojo igralsko kariero skupaj s svojo sestro dvojčico Ashley pričela leta 1987 v televizijski seriji Polna hiša. Po uspehu te serije v Ameriki sta dvojčici še naprej gradili uspešno kariero, in sicer s pojavi na televiziji in v filmih, s katerimi sta zasloveli tudi drugod po svetu. Leta 1993 sta ustanovili podjetje Dualstar, ki je produciralo in promoviralo različne filme in televizijske serije, v katerih sta zaigrali. Podjetje je postalo izredno dobičkonosno. Mary-Kate je leta 2004 skupaj z Ashley postala solastnica podjetja, s čimer sta si zagotovili mesto na seznamu najbogatejših ljudi na svetu revije Forbes. Mary-Kate Olsen je starejša sestra igralke Elizabeth Olsen.
Od leta 2006 dalje Mary-Kate Olsen dela na svoji neodvisni karieri brez svoje sestre Ashley in oznake »Mary-Kate in Ashley«. Njena prva neodvisna vloga je bila manjša vloga v filmu Dekle iz tovarne (2006), nato pa je zaigrala stransko vlogo v televizijski seriji Gandža in v eni epizodi televizijske serije Samantha kdo?. V filmu Beastly, ki je izšel leta 2011, je zaigrala svojo prvo pomembnejšo vlogo brez Ashley.
Zasebno življenje Mary-Kate Olsen je pritegnilo veliko pozornosti tabloidov. Leta 2004 so slednji večkrat komentirali njene težave z zdravjem in odhodom na zdravljenje zaradi anoreksije nervoze. Po smrti Heatha Ledgerja zgodaj leta 2008 je pritegnila pozornost svetovnih medijev, ki so ugibali o njeni vpletenosti v ta primer, vendar o tem nikoli ni govorila s policisti. Zaradi svoje kontroverzne izbire oblačil se je znašla na seznamih tako najbolje kot najslabše oblečenih slavnih osebnosti, predvsem zaradi nošenja krzna.

## Zgodnje življenje in začetek kariere (1986–1993)
Mary-Kate Olsen se je skupaj s svojo sestro dvojčico Ashley Fuller rodila v Sherman Oaksu, Los Angeles, Kalifornija, Združene države Amerike, kot hči Jarnette »Jarnie« (rojena Fuller), osebne menedžerke, in Davida Olsena, prodajalca nepremičnin in bankirja. Poleg svoje dvojajčne dvojčice Ashley ima še starejšega brata Trenta (roj. 1984) in mlajšo sestro Elizabeth »Lizzie« Olsen (roj. 1989), tudi igralko. Njena starša sta se leta 1995 ločila in njen oče se je kasneje ponovno poročil; iz njegovega zakona z Martho Mackenzie-Olsen ima Ashley Olsen dva polbrata, Taylorja (roj. 1996) in Jakea (roj. 1997).
Mary-Kate Olsen je s svojo kariero pričela leta 1987, ko so jo skupaj z Ashley najeli za igranje Michelle Tanner v televizijski seriji Polna hiša. Za igranje v seriji so ju najeli že pri šestih mesecih, ko ju je mama odpeljala na avdicijo, vendar se je snemanje pričelo šele, ko sta imeli Mary-Kate in Ashley Olsen devet mesecev. Da občinstvo ne bi vedelo, da lik igrata dvojčici, so za igralko, ki igra Michelle Tanner, navedli »Mary Kate Ashley Olsen«. Dvojčici sta si vlogo delili zaradi strogih zakonov o delu otrok njunih let kot otroških igralcev. Ker so najeli dvojčici, so producenti filma lahko še enkrat podaljšali čas snemanja. Všeč jim je bilo tudi dejstvo, da sta Mary-Kate in Ashley Olsen na avdiciji uživali in se nista nikoli jokali (čeprav je Ashley prvo leto snemanja vsakič, ko so jo postavili pred kamere, začela jokati, zaradi česar se je kot Michelle v seriji večkrat pojavila Mary-Kate). V času snemanja osme sezone serije Polna hiša sta izdali tudi več televizijskih filmov, kot so na primer To Grandmother's House We Go (1992), Double, Double, Toil and Trouble (1993), How the West Was Fun (1994) in It Takes Two (1995).

## UspehMary-Kate in Ashley Olsen(1994–2005)
Njun veliki uspeh pri seriji Polna hiša je vodil do ustanovitve podjetja Dualstar leta 1993, ki je produciral filmske in televizijske projekte, kjer sta igrali, začeli pa sta tudi prodajati svoje izjemno linije z izdelki, kot so ličila in oblačila. Medtem ko sta igrali v seriji Polna hiša, so Mary-Kate in Ashley Olsen ponudili vloge v raznih televizijskih filmih, ki so jih napisali posebej zanju kot za dvojčici, zaradi česar sta pritegnili pozornost širše javnosti.
Serija se je končala leta 1995, Mary-Kate pa je nadaljevala z igranjem z Ashley in izdali sta niz televizijskih filmov, s katerimi sta postali popularni figuri na prednajstniškem trgu v poznih devetdesetih in zgodnjih 2000. letih. Njuni imeni sta se večkrat pojavljali v tržni industriji, saj so izdajali obleke, knjige, dišave, revije, filme in posterje z njunima podobama in imenoma. Med letoma 2000 in 2005 je podjetje Mattel celo prodajalo punčke z imenom in podobo Mary-Kate in Ashley Olsen.
Zaigrali sta v videoserijah The Adventures of Mary-Kate & Ashley in Zabave dvojčic Olsen, ABC-jevi seriji Dvojčici in seriji Tako malo časa kanala ABC Family. Skupaj z Ashley je Mary-Kate Olsen zasedla tretje mesto na lestvici »100 največjih otroških igralcev« televizijskega programa VH1.
Leta 2004 sta skupaj z Ashley Olsen poleg Eugenea Levyja zaigrali v romantični komediji Newyorška minuta. To je bil njun zadnji skupni film.

## Neodvisna kariera (2006 - danes)
Da bi z Ashley Olsen ustvarili samostojni identiteti, je Mary-Kate Olsen javnost prosila, naj ju ne kliče več »dvojčici Olsen«, temveč Mary-Kate Olsen in Ashley Olsen.
Prvi samostojni filmski pojav Mary-Kate Olsen je bil v filmu Dekle iz tovarne, izdanem decembra 2006. Kratek prizor, v katerem se je pojavila, je bil izrezan iz dela, ki so ga predvajali v kinematografih, vendar je bil del verzije filma, izdane na DVD-jih. Poleg tega je imela stransko vlogo v Showtimeovi seriji Gandža, kjer je zaigrala lik Tare Lindman. Leta 2008 je kot Union zaigrala v filmu The Wackness. Na filmskem festivalu Sundance jo je njen soigralec iz filma, z oskarjem nagrajeni sir Ben Kingsley, pohvalil z besedami: »Mary-Kateina upodobitev tega dekleta je popolna  — je histerična. Je profesionalka. Vse skupaj ima smisel. V tem poslu je veliko dlje kot jaz.« Kakorkoli že, pri tem se je zmotil, saj je Ben Kingsley z igranjem pričel leta 1966, celo svojega prvega oskarja je dobil nekaj let, preden se je Mary-Kate Olsen rodila.
Mary-Kate Olsen se je pojavila v epizodi ABC-jeve televizijske serije Samantha kdo?. 10. novembra 2008 je v drugi sezoni in peti epizodi serije zaigrala Natalie, samouničevalno, slabo dekle, ki ji Samantha med opravljanjem prostovoljnega dela poskuša pomagati. Njena zadnja vloga je bila vloga v filmu Beastly, ki je temeljila na istoimenskem romanu Alexa Flinna. V filmu ima stransko vlogo poleg Vanesse Hudgens in Alexa Pettyferja, film sam pa je izšel 4. marca 2011. Dobila je tudi vlogo v filmu Story of a Girl, ki je trenutno v pre-produkciji in v katerem bodo poleg nje zaigrali še Kevin Bacon in Terrence Howard.

## Podjetništvo
Na svoj osemnajsti rojstni dan leta 2004 je Mary-Kate skupaj s svojo sestro Ashley Olsen postala solastnica podjetja Dualstar Entertainment Group. V tistem času je podjetje produciralo v glavnem najstniške filme in televizijske serije, večinoma tiste, v katerih sta igrali oni dve, zaradi česar je nanj zelo vplivala njuna podoba. Ko sta postali lastnici podjetja, sta Mary-Kate in Ashley naredili nekaj sprememb, ki so zagotovile varno prihodnost, začeli sta na primer izdajati projekte, ki so se razlikovali od prejšnjih najstniških filmov in serij, vključno z dišavami in izdelki za dekoracijo doma. Zaradi njunega uspeha sta se od leta 2002 dalje uvrščali na seznam »100 slavnih« revije Forbes, leta 2007 pa ju je revija Forbes s 100 milijoni $, kolikor naj bi jih imeli, označila za enajsti najbogatejši ženski v tem poslu.

## Modna kariera
Potem, ko je javnost pokazala veliko zanimanje za njun stil oblačenja, sta Mary-Kate in Ashley Olsen oblikovali nekaj linij oblačil, ki so bile na voljo javnosti.
Začenši zelo zgodaj sta za trgovino Wal-Mart oblikovali linijo oblačil za dekleta med četrtim in štirinajstim letom starosti, pa tudi lepotno linijo, imenovano »Mary-Kate in Ashley: Prava moda za prava dekleta« (»Mary-Kate and Ashley: Real fashion for real girls«). Leta 2004 sta pritegnili veliko medijske pozornosti, saj sta dovolili, da ženske, ki so šivale obleke za njuno novo linijo oblačil v Bangladešu, v primeru nosečnosti odidejo na porodniški dopust. Vodja organizacije, Charles Kernaghan, naj bi povedal:
Dvojčici Olsen sta naredili pravo stvar. Zdaj je vprašanje pri podjetju Wal-Mart; bodo podpirali odločitev Mary-Kate in Ashley, ki je v skladu s pravicami žesnk, ali ju bodo tragično ovirali pri tej odločitvi.
Leta 2006 so ju uporabili za obraz modne linije Badgley Mischka, saj sta želeli po sodelovanju z Wal-Martom povečati svojo kredibilnost v modni industriji. Skupaj z Ashley je Mary-Kate Olsen ustanovila lastno modno založbo, »The Row«, poimenovano po slavnem brandu Savile Row v Londonu. Njuni izdelki so se pričeli prodajati preko trgovin z visoko modo po svetu, kot so Barneys, Maxfield, Harvey Nichols, Brown's in drugo.
Ashley je nadaljevala z oblikovanjem in jeseni leta 2007 za založbo »The Row« izdala modno linijo oblačil Elizabeth and James in »The Rowe«, njuno sodobno zbirko oblačil, ki se zgleduje po njunem edinstvenem slogu oblačenja.
Jeseni 2008 sta Mary-Kate in Ashley Olsen izdali knjigo z naslovom Influence, ki je bila posvečena modnim oblikovalcem, umetnikom in drugim individualnim ljudem v tej industriji, ki so vplivali nanju.
Poleg tega je Mary-Kate Olsen skupaj z Jane Belfry in Fredom Holstonom začela delati na samostojni modni liniji, ki je trenutno še v izdelavi. Mary-Kate in Ashley Olsen sta oblikovali tudi modno linijo za ženske, imenovano Olsenboye, ki je izšla leta 2010 preko trgovine JCPenny.

## Zasebno življenje
Leta 2005 je Mary-Kate Olsen končala z ljubezenskim razmerjem z grškim ladjedelniškim dedičem Stavrosom Niarchosom III. Kasneje je razhod označila za enega izmed glavnih razlogov za odsotnost od šolanja na univerzi v New Yorku, kjer se je šolala med letoma 2004 in 2005. »Pogrešam ga in ljubim ga,« je dejala. »To je zelo žalosten in boleč predmet.« Ko so jo vprašali, če je imela za prekinitev šolanja na univerzi v New Yorku kakšen specifičen razlog, je odvrnila: »Mislim, da lahko vsi ugibamo.«
Mary-Kate Olsen je hodila tudi z Maxwellom Snowom, mlajšim bratom pokojnega umetnika iz New Yorka, Dashom Snowom, od septembra 2006 do poletja 2007. Leta 2008 je pričela prijateljevati z umetnikom Nateom Lowmanom. Razmerje sta končala 24. februarja 2010.

### Problemi z zdravjem
Sredi leta 2004 je Mary-Kate Olsen oznanila, da odhaja na zdravljenje zaradi anoreksije nervoze. 20. novembra 2007 so jo hospitalizirali zaradi potrjene okužbe ledvic. Razkrila je tudi, da ima motnje pozornosti s hiperaktivnostjo (ADHD).

### Smrt Heatha Ledgerja
Mary-Kate Olsen je bila v času njegove smrti bližnja prijateljica pokojnega igralca Heatha Ledgerja, 22. januarja 2008. Potem, ko ga je našla nezavestnega na postelji, je maserka Heatha Ledgerja, Diana Wolozin, dvakrat poklicala Mary-Kate Olsen, preden je poklicala policijo. Kasneje je Mary-Kate Olsen na prizorišče poslala svojega zasebnega telesnega stražarja.
Po govoricah, da Mary-Kate Olsen o smrti ne bo govorila z zveznimi preiskovalci brez zagotovljene pravne imunitete, je njen odvetnik, Michael C. Miller, povedal:
Vladi smo posredovali nekaj relevantnih informacij, vključno z dejstvi iz kronologije dogodkov, povezanih s smrtjo g. Ledgerja ter dejstvo, da gdč. Olsen ne pozna vira porabljenih zdravil g. Ledgerja.

## Filmografija
Za dela, v katerih se je Mary-Kate pojavila s svojo sestro Ashley, glej Mary-Kate in Ashley Olsen#Filmografija.
| Leto | Naslov           | Vloga           | Opombe         |
| ---- | ---------------- | --------------- | -------------- |
| 2006 | Dekle iz tovarne | Molly Spence    | Manjši prizor  |
| 2007 | Gandža           | Tara Lindman    | 8 epizod       |
| 2008 | The Wackness     | Union           | Stranska vloga |
| 2008 | Samantha kdo?    | Karen McNeicep  | 1 epizoda      |
| 2011 | Beastly          | Kendra Hilferty | Stranska vloga |
| 2011 | Story of a Girl  |                 | Pre-produkcija |

## Nagrade in nominacije
| Nagrada                            | Leto | Kategorija | Delo                             | Osvojila? |
| ---------------------------------- | ---- | --- | -------------------------------- | --------- |
| Young Artist Award                 | 1989 | Najboljši mladi igralec/igralka pod petim letom starosti (skupaj z Ashley Olsen)                                                                             | Polna hiša                       | Da        |
| Young Artist Award                 | 1990 | Izstopajoči nastop igralke pod desetim letom starosti (skupaj z Ashley Olsen)                                                                                | Polna hiša                       | Da        |
| Young Artist Award                 | 1992 | Izjemen nastop mlade igralke pod desetim letom starosti (skupaj z Ashley Olsen)                                                                              | Polna hiša                       | Da        |
| Young Artist Award                 | 1994 | Najboljša mlada igralka v miniseriji ali specijalki (skupaj z Ashley Olsen)                                                                                  | Double, Double, Toil and Trouble | Da        |
| Young Artist Award                 | 1996 | Najboljši nastop igralke v filmu pod desetim letom starosti (skupaj z Ashley Olsen)                                                                          | It Takes Two                     | Ne        |
| Kids' Choice Award                 | 1996 | Najljubša filmska igralka (skupaj z Ashley Olsen) | It Takes Two                     | Da        |
| Kids' Choice Award                 | 1999 | Najljubša filmska igralka (skupaj z Ashley Olsen) | Dvojčici                         | Da        |
| Emmy                               | 2002 | Izstopajoči nastop v otroški televizijski seriji (skupaj z Ashley Olsen)                                                                                     | Tako malo časa                   | Ne        |
| DVD Exclusive Award                | 2003 | Najboljša igralka v franšizi (skupaj z Ashley Olsen) | /                                | Da        |
| Teen Choice Award                  | 2004 | Izbira filmske zardelosti (skupaj z Ashley Olsen) | Newyorška minuta                 | Ne        |
| TV Land Award                      | 2004 | Izvrstna neobičajna družina (skupaj z Ashley Olsen, Candace Cameron Bure, Daveom Coulierjem, Lori Loughlin, Bobom Sagetom, Johnom Stamosom in Jodie Sweetin) | Polna hiša                       | Ne        |
| Zlata malina                       | 2005 | Najslabša igralka (skupaj z Ashley Olsen) | Newyorška minuta                 | Ne        |
| Zlata malina                       | 2005 | Najslabši par na ekranu (skupaj z Ashley Olsen) | Newyorška minuta                 | Ne        |
| Nagrada revije High Times Magazine | 2008 | Kamena ženska leta | /                                | Ne        |